# Макичерн, Малкольм Ангус
Малкольм Ангус Макичерн (англ. Malcolm Angus MacEachern; 5 октября 1901 года, Broad Cove, Кейп-Бретон, Канада — 28 марта 1982 года, Антигониш, Канада) — девятый епископ Шарлоттауна с 27 ноября 1954 года по 25 февраля 1970 года.

## Биография
Окончил Университет Святого Франциска Ксаверия в Антигонише. Затем изучал богословие в высшей духовной семинарии в Монреале. 11 июня 1927 года рукоположён в священники для служения в епархии Антигониша. Три года был викарием в селении Sydney Mines, затем в течение двух лет преподавал в Университете Святого Франциска Ксаверия. Получил докторскую степень по теологии в Монреальском университете. В последующие годы обучался в Лувенском университете, где в 1935 году получил научную степень доктора философии. С 1935 по 1951 года преподавал философию в Университете Святого Франциска Ксаверия. С 1951 года — настоятель прихода Пресвятой Девы Марии Кармельской в Нью-Уотерфорде.
27 ноября 1954 года римский папа Пий XII назначил его епископом Шарлоттауна. 18 ноября 1955 года в Соборе Святого Ниниана в Антигонише состоялось его рукоположение в епископы, которое совершил апостольский делегат в Канаде и титулярный архиепископ Юстианианы-Примы Джованни Панико в сослужении с архиепископом Галифакса Джозефом Джеральдом Берри и епископом Пемброка Уильямом Джозефом Смитом.
Участвовал в четырёх сессиях Второго Ватиканского Собора (1962—1965).
24 февраля 1970 года вышел в отставку. Проживал в Университете Святого Франциска Ксаверия в Антигонише. Умер в марте 1982 года. Похоронен на кладбище Святой Маргариты родного селения Брод-Коуве.